# 腹唇凤仙花
腹唇凤仙花（学名：Impatiens gasterocheila）为凤仙花科凤仙花属下的一个种。

## 扩展阅读
- 維基物種上的相關：腹唇凤仙花